# باشگاه فوتبال ایست‌بورن بورو
باشگاه فوتبال ایست‌بورن بورو (به انگلیسی: Eastbourne Borough Football Club) یک باشگاه فوتبال در شهر ایست‌بورن، کشور انگلستان است که در سال ۱۹۶۴ میلادی تأسیس شده‌است.